# 南朗醫院
22°14′36″N 114°09′56″E / 22.24337°N 114.165465°E
南朗醫院是香港昔日一所醫院，位於香港島南區黃竹坑南朗山南朗山道30號，是香港首家專門照顧癌症病人而設的醫院。醫院於1967年由香港防癌會設立，曾交由醫院管理局管理，為其港島西聯網轄下醫院，醫院於2003年12月結束服務，由香港防癌會接辦為香港防癌會賽馬會癌症康復中心。

## 歷史
香港防癌會於1963年成立後，便有設立一所專門為照顧癌症病人而設的醫院之構思，並於1966年籌得265萬港元作為興建費用。南朗醫院於1967年5月5日正式落成，最初設有120張病床，後於1976年及1978年先後加至150張及180張。1983年6月1日，南朗醫院二期擴建完工。該院於1987年引入善終服務，1989年起已有三成病床提供善終服務。
南朗醫院本來屬於政府的資助醫院，由當時的醫院事務署以差額形式資助。1991年醫院管理局成立後，該院被局方接管。然而，醫院管理局在2003年初為節省一億元開支，以政策改變為理由，於2003年12月關閉設有200多張紓緩病床的南朗醫院。該院後來得到香港防癌會重新接管，並獲香港賽馬會慈善信託基金捐助9,636萬港元，將其改建為一所自負盈虧的癌症康復中心。改建工程於2006年10月開始，中心於2008年10月正式投入服務。

## 歷任院長
- 楊元榮醫生 (1967-1979)
- 韋婉儀醫生 (1979-1987)
- 蘇怡燒醫生 (1988-1991)
- 羅佩賢醫生 (1991-?   )

## 以前的服務
南朗醫院建立於1960年代，受限於當時的醫療科技，癌症在這時候的香港是不治之症，一旦確診癌症只能接受有限的舒緩治療，等待死亡之日。由於當時醫學界對癌症的了解仍然十分有限，末期癌症病人通常都極為痛苦。南朗醫院的設立並非為癌症病人提供痛苦及已經無效的治療，而是為末期病患提供住院療養服務，大部分入院病人都是由瑪麗醫院的腫瘤科轉介，屬於被診斷認為不能治愈及失去自理能力的病人，所以南朗醫院是香港最早期專門接收末期癌症病人及提供臨終服務的公立醫院。由於南朗醫院的臨終病患照顧性質，所以以前在香港說「入南朗」有等同「等死」的含義。

## 事件
香港富商何東之孫女何季君，因丈夫曾入住南朗醫院，於2001年10月10日立下的遺囑中，要求將九分之二財產（估計約數百萬港元）捐予南朗醫院，但何季君於2009年去世時，南朗醫院已經關閉並改建為癌症康復中心，故遺產執行人於2011年入稟香港高等法院申請索取法庭指示。